# 班夫上温泉
班夫上温泉（Banff Upper Hot Springs）是位于加拿大班夫国家公园的一个商业温泉，靠近班夫镇。该温泉泳池位于室外，在池中，游客可以环顾伦多山谷的风景。

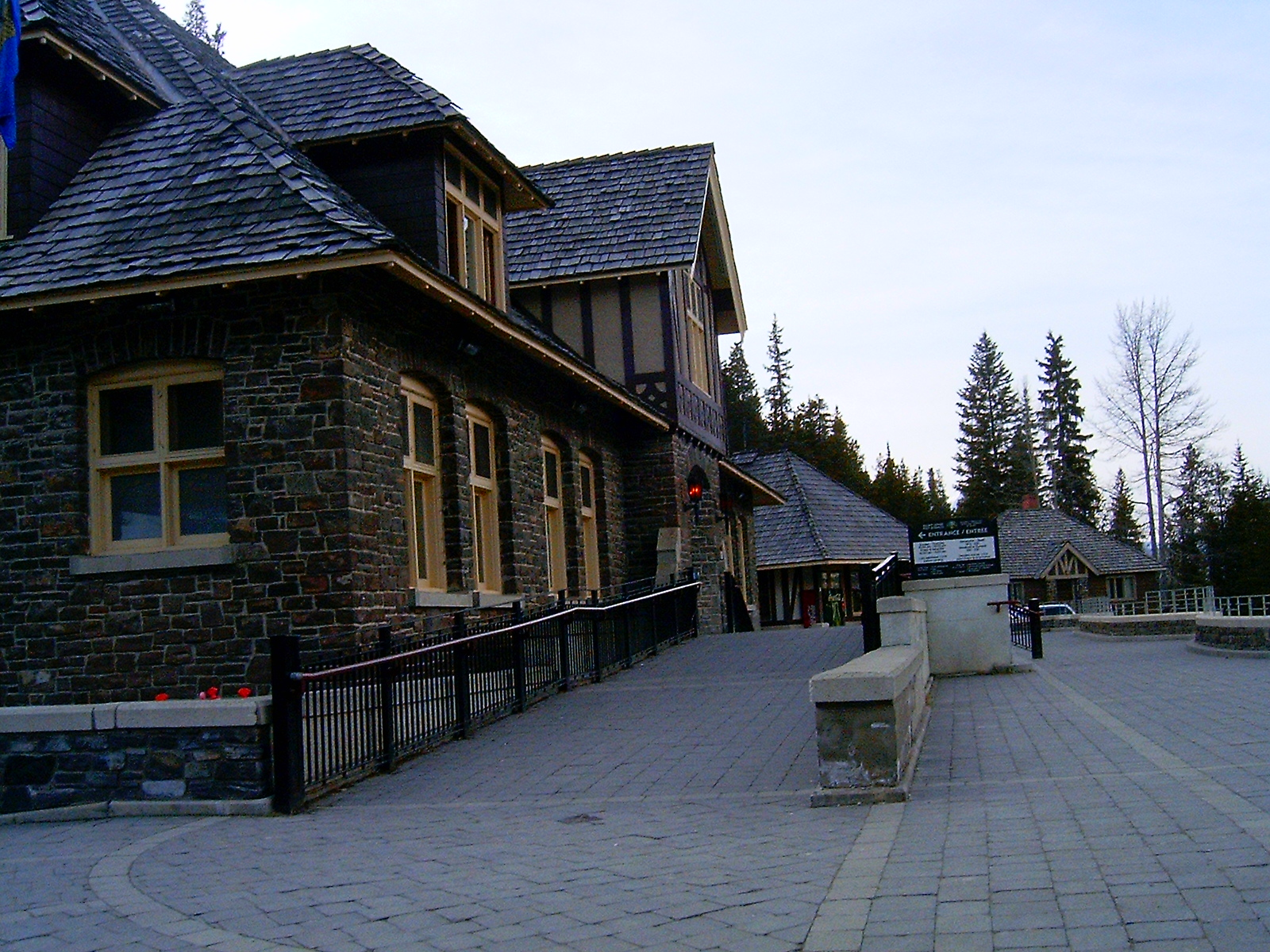
主入口
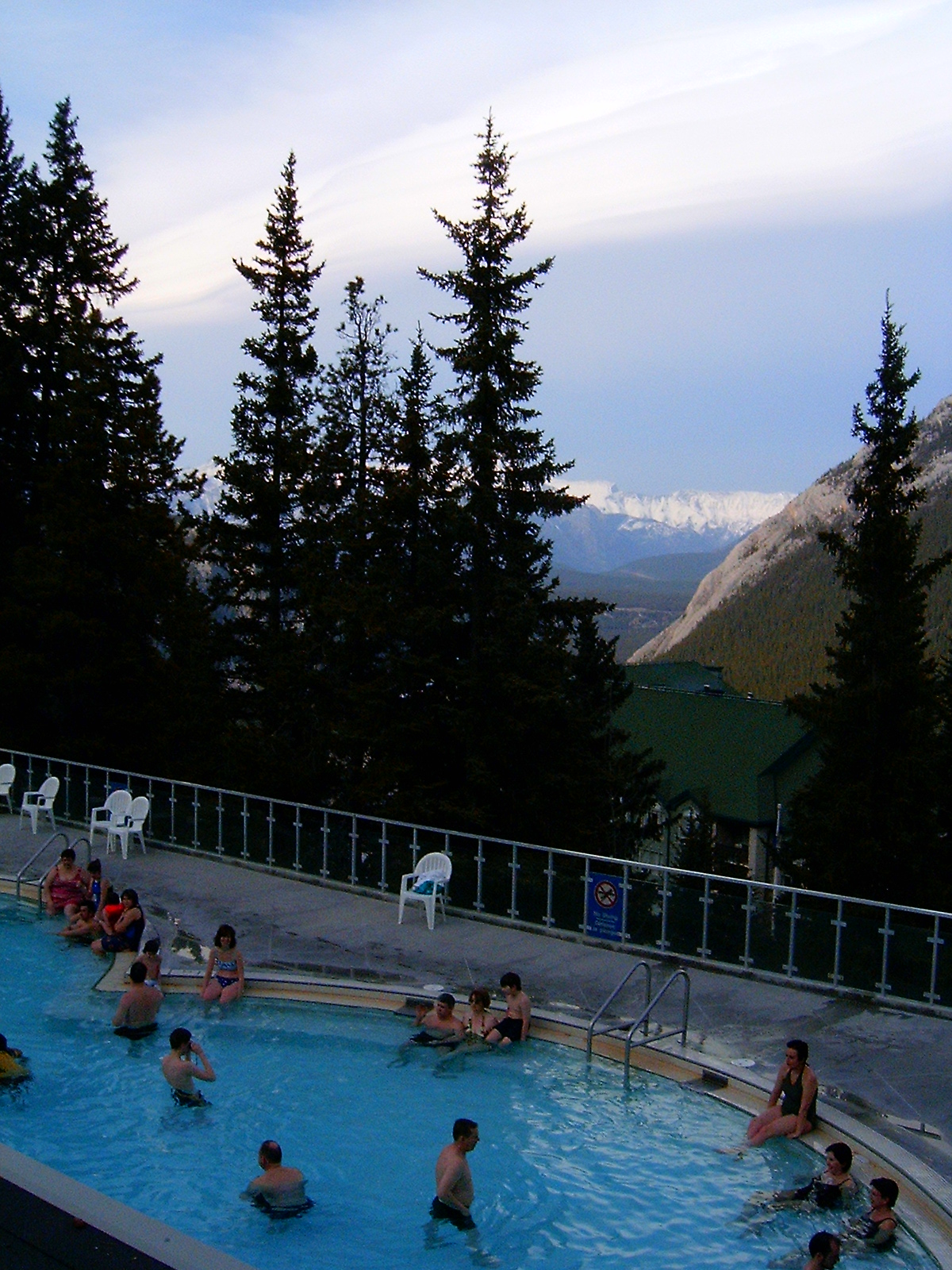
泳池
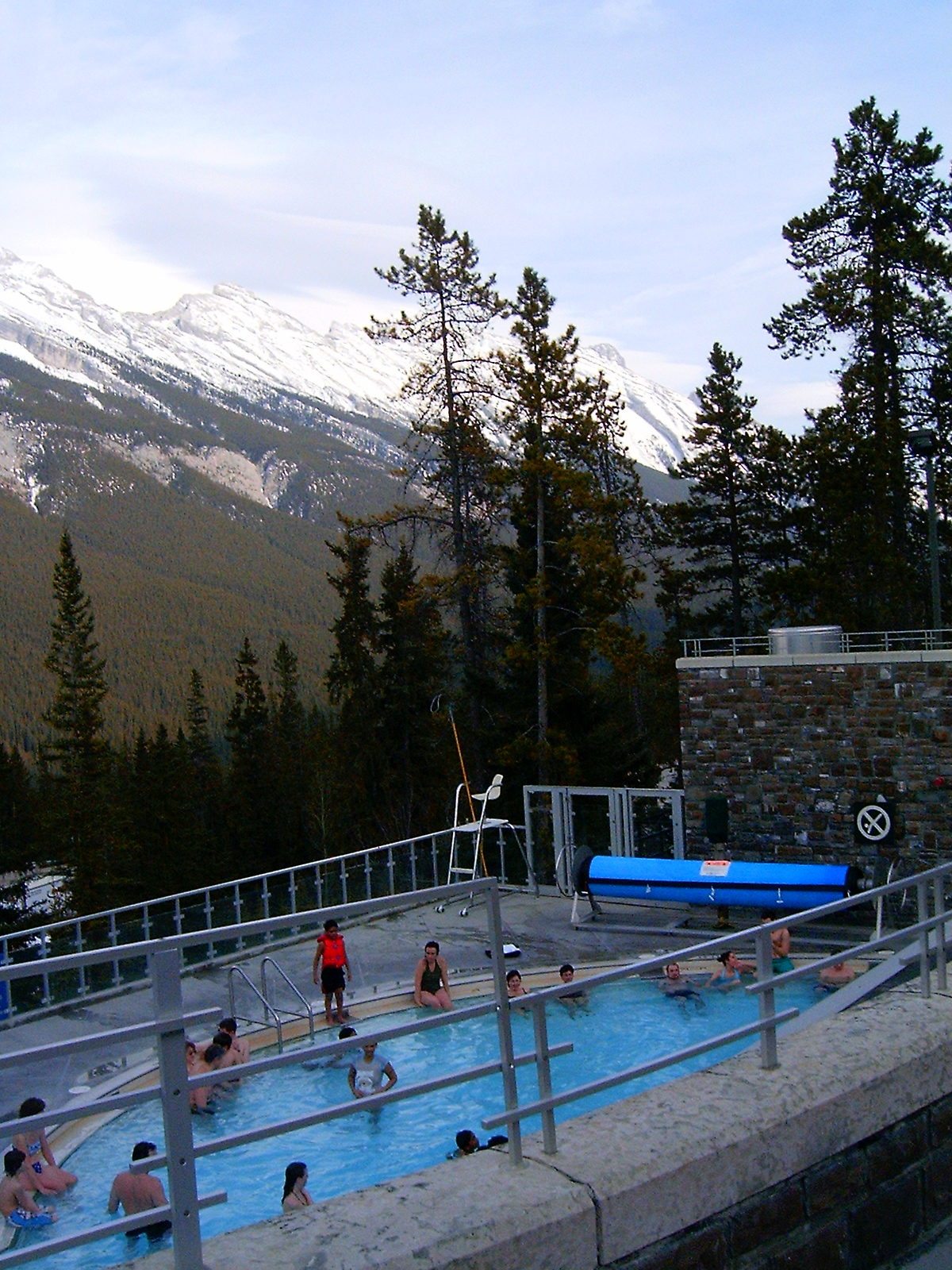
泳池